# Simson Star

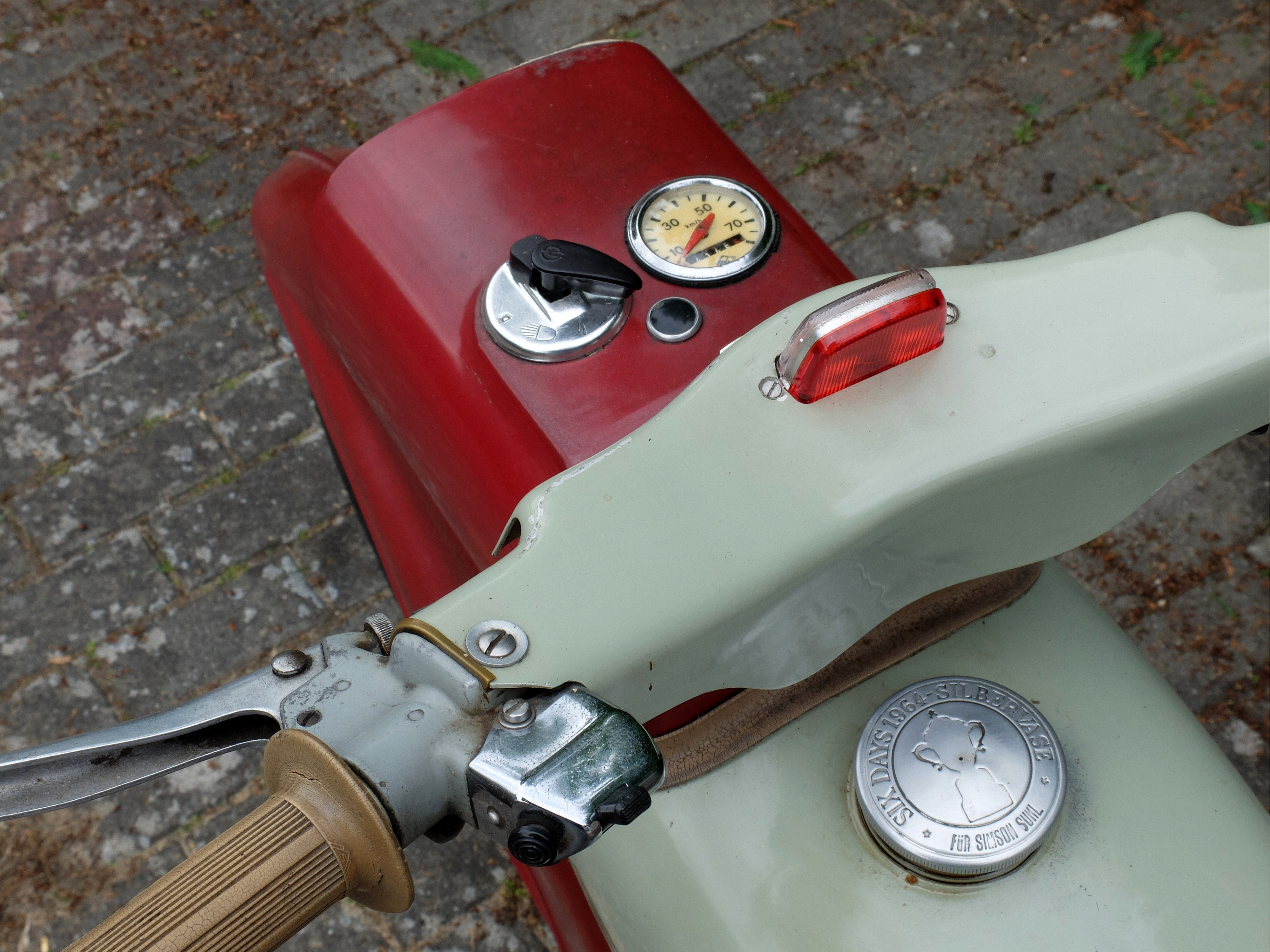
Details der Lenkerpartie 1966. Die Gestaltung des Tachos wechselte anfangs beinahe jährlich, hier die Ausführung mit Raute-Nadel und Zifferblatt bis 70 km/h.

Der Simson SR4-2 „Star“ ([ˈʃtaːɐ̯]) ist ein zweisitziges Kleinkraftrad aus der sogenannten Vogelserie des VEB Simson in Suhl. Das Modell hieß von 1964 bis 1968 „SR4-2“ und ab 1968 bis 1975 „SR4-2/1“. Ab 1996 wurde bei Simson erneut ein Modell SRA 50 Star produziert, bei dem es sich jedoch um einen Kleinroller handelte.
Die Star darf (mit Ausnahme von Re-Importen) in Deutschland trotz der zulässigen Höchstgeschwindigkeit von 60 km/h als Kleinkraftrad mit einem Versicherungskennzeichen zulassungsfrei und in allen Bundesländern bereits mit 15 Jahren gefahren werden (Führerscheinklasse AM). Weitergehende Informationen dazu im Artikel Simson S 51.

## Entwicklungsgeschichte
Nachdem die Motorradproduktion der Simson 425 mit Viertaktmotor im Jahr 1961 beendet wurde, konnte (und sollte) sich das Werk voll auf die Fertigung von Kleinkrafträdern mit Zweitaktmotor fokussieren. Neben der Weiterentwicklung der Typen SR2 E zum SR4-1 „Spatz“ und KR 50 zur Schwalbe, wurde mit dem Konzept des neuen Motors M53 KHL die Grundlage für weitere Kleinkrafträder geschaffen. Er war konstruktiv so ausgelegt, dass er mit zwei bis vier Gängen und Hand- oder Fußschaltung für entsprechend verschiedene Fahrzeugmodelle gebaut werden konnte. Mit 3-Gang-Fußschaltung bildete er die Grundlage für ein sportliches, zweisitziges Kleinkraftrad, das als SR -(Simson-Rheinmetall)- 4-2 „Star“ bezeichnet wurde. Die Bezeichnung ist insofern irreführend als dass der Motor gar nicht aus dem ehemaligen Rheinmetallwerk in Sömmerda kam, sondern von Anfang an direkt bei Simson hergestellt wurde.
Zwecks Standardisierung wurde auch über den Motor hinausgehend das Baukastenprinzip angewendet. Der Zentralrohrrahmen mit Blechprägeteil wurde vom Spatz übernommen. Anders war lediglich der Steuerkopf, da am Vorderrad die in den Kotflügel integrierte Langarmschwinge der Schwalbe (105 mm Federweg) übernommen wurde. Bei allen Modellen der Vogelserie gleich waren die Laufräder und Trommelbremsen, sowie die Hinterradschwinge mit 85 mm Federweg. Der Tank war mit dem des Spatz identisch und gestattete trotz Knieschluss einen freien Durchstieg. Lenkerpartie und Sitzbank entsprachen der der Schwalbe, der Star besaß auch dieselbe umfangreiche elektrische Ausstattung mit Bleisammler, Blinkern, Bremslicht, Lichthupe und Parkleuchte. Die Besonderheit des Stars war die Ausstattung mit dem neuen gebläsegekühlten 50 cm³-Zweitaktmotor in fußgeschalteter 3-Gang-Ausführung (Typ M53 KF) mit Fußrasten und Kickstarter, was ihn besonders unter Jugendlichen zum Favoriten der neuen Modellpalette von Simson werden ließ. Die Höchstgeschwindigkeit des Stares betrug offiziell 60 km/h, um der Einstufung als Kleinkraftrad zu genügen. Der Motor war jedoch ursprünglich als „offene“ 50er konstruiert worden, sodass sich unter günstigen Bedingungen erheblich größere Endgeschwindigkeiten erzielen ließen.
Die Produktion des Simson „Star“ begann offiziell im Herbst 1964, tatsächlich scheint eine stabile Serienfertigung jedoch erst 1965 eingesetzt zu haben. In jedem Fall stellte er das dritte in Serie gegangene Modell der Vogelserie dar. Der Ladenpreis (EVP) des Simson-„Star“ lag in der DDR bei 1200 Mark. In der BRD wurde der Star nicht angeboten.
Gestaltet wurde die SR4-Baureihe (Star, Spatz, Sperber/Habicht) ab 1962 von Karl Clauss Dietel.

## Modellpflege
Stare des Typs SR4-2 (bis Anfang 1968) weisen ähnlich wie frühe Schwalben eine Reihe Unterschiede im Detail auf, die heute original nur noch selten vorzufinden sind. Unter anderem ein schmalerer Lenker (bis 1966) mit „Ochsenaugenblinkern“ (bis 1967), eine meist beigefarbene Sitzbank mit Chromleiste, eine zweifarbige Rücklichtkappe orange-rot (das Bremslicht war in der DDR seinerzeit orange) und anderes mehr. 1965 wurde ein neuer Vergaser mit separatem Start- und Leerlaufsystem eingebaut, der einen sparsameren und störungsfreieren Motorlauf ermöglichte. Dabei entfiel auch die Tupferbetätigung. 1966 wurde der Schrägungswinkel der Verzahnung des Primärtriebs von 20° auf 26° geändert, wegen zu lauter Fahrgeräusche.

### SR 4-2/1

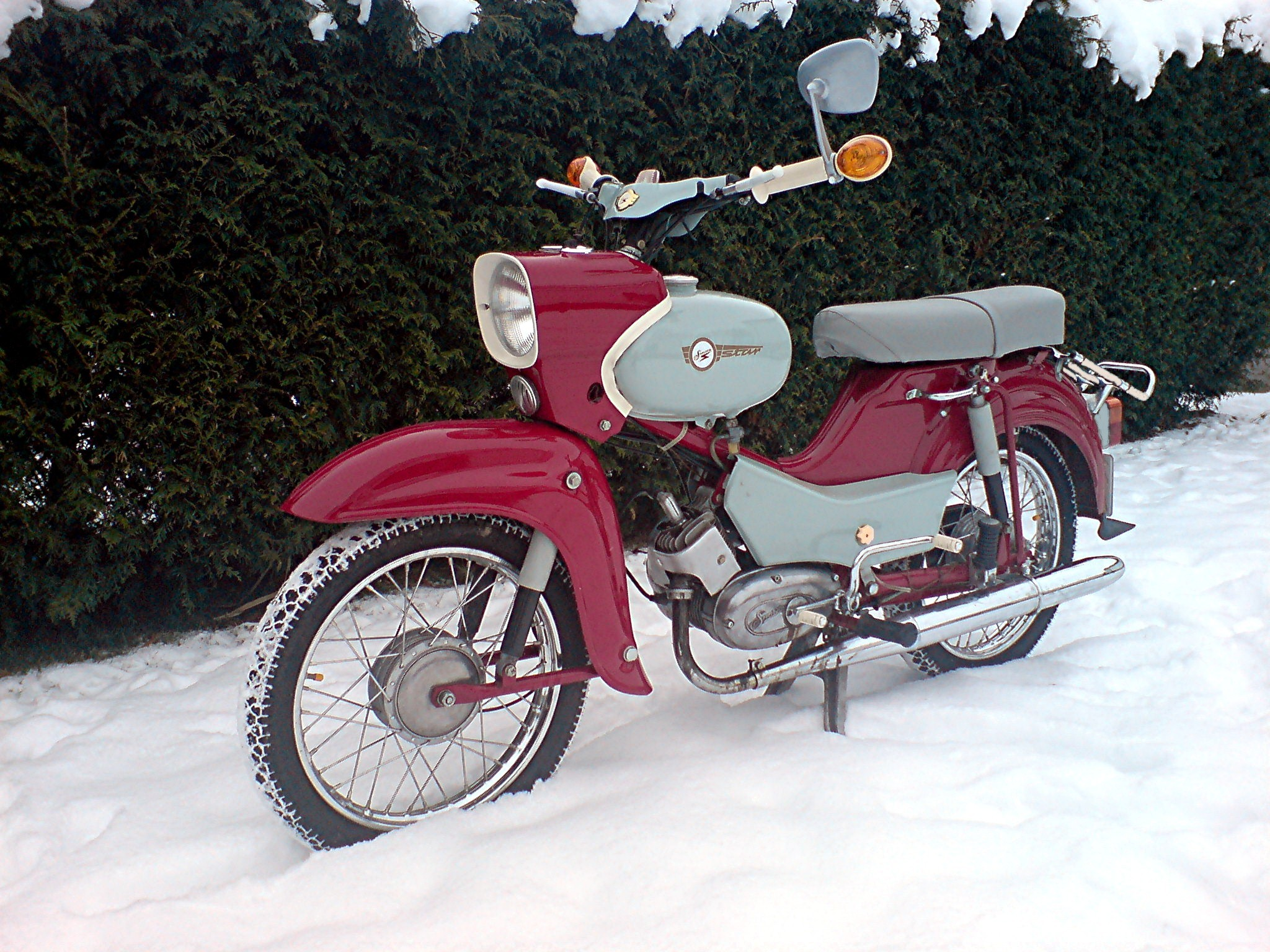
Simson Star SR4-2/1, ältere Ausführung (restauriert)

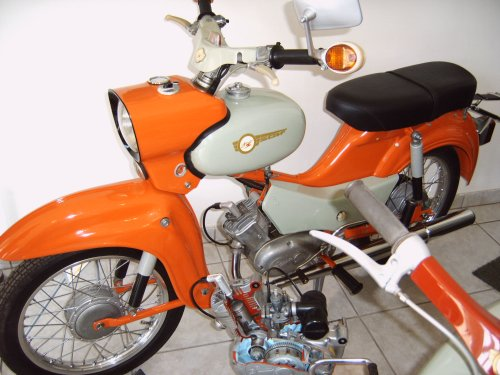
Simson Star SR4-2/1, letzte Ausführung. Lackierung nicht original

1968 änderte sich die Modellbezeichnung des Stars in SR4-2/1. Hintergrund war eine Verbesserung des Motors, der die Bezeichnung M53/1 KF erhielt. Die Maximalleistung von 3,4 PS blieb zwar gleich, sie wurde jedoch schon bei 5750/min erreicht. Noch bedeutsamer war die Anhebung des maximalen Drehmoments von 0,38 auf 0,45 kpm, das nun bereits bei 5000/min statt bisher 6000/min zur Verfügung stand. Dadurch verbesserte sich die Durchzugskraft des Stars ganz erheblich. Der Vergaser wurde vom Typ BVF 16N1-1 auf den BVF 16N1-6 geändert, der durchschnittliche Kraftstoffverbrauch sank um 7 %. Ebenso wurden das gesamte Ansaugsystem geändert sowie der Zylinder, die Kurbelwelle, der Kickstarter und das Lüfterrad. Da der Star nur wenig Platz zur Erweiterung des Ansaugtrakts bot, konnte das neue System der Schwalbe KR51/1 hier nicht gänzlich umgesetzt werden, sodass die Steigerung des Mitteldrucks nicht in gleichem Maße ausgenutzt werden konnte und die Schwalbe fortan über geringfügig höhere Leistung (3,6 PS) und Drehmoment (0,48 kpm) als der Star verfügte. Äußerlich lassen sich Stare mit dem überarbeiteten Motor am längeren Auspuff und dem anders geformten Krümmer erkennen.
In den darauffolgenden Jahren gab es keine nennenswerten technischen Veränderungen mehr am Star. Durch optische Retuschen im Detail wurde er dem sich verändernden Zeitgeschmack angepasst. Bisher hell gehaltene Teile wurden in schwarz ausgeführt, darunter Griffgummis, Scheinwerferring, Schutzhüllen für die Handhebel, Gepäckträgereinfassung und -spannband, Sterngriffmuttern und Tankkeder. Auch die Sitzbank bekam einige Veränderungen: Von einer zweifarbigen (grau/hellgrau) mit Aluminium-Zierleiste und Simson-Emblem zu einer einfarbig grauen und später nur noch schwarzen ohne Zierleiste oder Emblem. Das zigarrenförmige Auspuffendstück wurde im Juli 1972 durch solches mit stumpfem Abschluss ersetzt.
Mit Auslaufen des Spatz und dem Erscheinen des SR4-4 „Habicht“ nahm der Star in den 1970er Jahren eine neue, eher untergeordnete Rolle in der Modellreihe der Simson-Kleinkrafträder ein, ehe er 1975 vom neu entwickelten Typ S 50 abgelöst wurde. Insgesamt wurden 505.800 Stare verkauft. Nach 1975 wurden noch Ersatzrahmen für den Star produziert, deren Typenschild ein entsprechend jüngeres Baujahr ausweisen kann. Nach Produktionsende des Stars hergestellte Ersatzmotoren können bereits für die Verwendung von Gemisch 1:50 ausgelegt sein, dies gilt für den Motor M53/1 KF ab Motornummer 1900508.

## Fahreigenschaften
Die Sitzposition ist beim Star etwas niedriger als bei der Schwalbe. Die Sozius-Fußrasten waren im Gegensatz zu Schwalbe, Sperber und Habicht an der Schwinge befestigt. Im zeitgenössischen Test der KFT im Jahr 1964 wurde der lang erwartete Star insgesamt als bestes bisheriges Zweiraderzeugnis von Simson gelobt. Kritik galt vor allem den Vibrationen, dem etwas ungünstigen Drehmomentverlauf, sowie Problemen mit der Zündkerze (die jedoch mit der damals schlechten Ölqualität zusammenhingen). Weiterhin wurde bemängelt, dass die Kupplung im kalten Zustand schlecht trennt und die Leerlaufstellung schwer auffindbar sei. Zudem arbeitete der Tacho – wie so oft bei damaligen Zweirädern der DDR – unzuverlässig und fiel nach kurzer Zeit gänzlich aus. Im Teillastbereich wurde eine Überfettung festgestellt, die den Kraftstoffverbrauch ausgerechnet bei vorsichtiger Fahrweise auf deutlich über 3 l/100 km trieb. Das Problem wurde mit dem 1965 eingeführten Vergaser jedoch beseitigt. Die gemessene Höchstgeschwindigkeit lag mit geducktem Fahrer bei 63 km/h.

## Farbvarianten
Lackiert wurde er während des gesamten Produktionszeitraumes vorwiegend, ebenso wie der Spatz, in weinrot (Farbton etwa RAL 3003) mit seitlichen Verkleidungsteilen, Kraftstofftank, Rücklichthalter und Lenkerschale in einem grau- bis grünlich schimmernden Beige(Farbton etwa RAL 6019). Anstatt des Weinrots wurden in der Anfangszeit mehrere abweichende Rot-Töne verwendet. So gab es neben dem oben erwähnten Weinrot noch ein helleres und ein dunkleres Rot, sowie auch ein dunkles Rotbraun (Farbbezeichnung „Maron“). In den späten 1960er Jahren wurde der Star jedoch nur noch in dem für ihn typischen Weinrot angeboten. Diese Farbe war nicht sehr tageslichtstabil, sodass heute in Erstlack erhaltene Fahrzeuge teilweise dermaßen verblichen sind, dass die rote Originallackierung nur noch an lichtgeschützten Stellen erkennbar ist.

## Technische Daten
| Motor                    | M53 KF                                                                            | M53/1 KF                                                                          |         |         |
| Zylinder                 | 1                                                                                 | 1                                                                                 |         |         |
| Bohrung                  | 40 mm                                                                             | 40 mm                                                                             |         |         |
| Hub                      | 39,5 mm                                                                           | 39,5 mm                                                                           |         |         |
| Hubraum                  | 49,6 cm³                                                                          | 49,6 cm³                                                                          |         |         |
| Verdichtung              | 9,5:1                                                                             | 9,5:1                                                                             |         |         |
| Drehmoment               | 3,73 Nm bei 6000/min                                                              | 4,41 Nm bei 5000/min                                                              |         |         |
| Leistung                 | 3,4 PS (2,5 kW) bei 6500/min                                                      | 3,4 PS bei 5750/min                                                               |         |         |
| Starter                  | Kickstarter                                                                       | Kickstarter                                                                       |         |         |
| Kühlung                  | Radialgebläse                                                                     | Radialgebläse                                                                     |         |         |
| Zündung                  | Magnetzündung mit Unterbrecher                                                    | Magnetzündung mit Unterbrecher                                                    |         |         |
| Vergaser                 | NKJ 153-5 (ab 1965 16N1-1)                                                        | BVF 16N1-6                                                                        |         |         |
| Höchstgeschwindigkeit    | 60 km/h                                                                           | 60 km/h                                                                           | 60 km/h | 60 km/h |
| Getriebegänge            | 3, Fußschaltung                                                                   | 3, Fußschaltung                                                                   |         |         |
| Kraftstoff-Ölgemisch     | 33:1                                                                              | 33:1                                                                              |         |         |
| Verbrauch je 100 km      | 3,0 l                                                                             | 2,8 l                                                                             |         |         |
| Tankinhalt               | 8,5 l                                                                             | 8,5 l                                                                             |         |         |
| Leergewicht              | 75 kg                                                                             | 75 kg                                                                             |         |         |
| zulässiges Gesamtgewicht | 260 kg                                                                            | 260 kg                                                                            |         |         |
| Bremse vorn/hinten       | Vollnaben, 125 mm Trommeldurchmesser                                              | Vollnaben, 125 mm Trommeldurchmesser                                              |         |         |
| Radführung vorn/hinten   | Langschwingen mit reibungsgedämpften Federbeinen (105/85 mm Federweg vorn/hinten) | Langschwingen mit reibungsgedämpften Federbeinen (105/85 mm Federweg vorn/hinten) |         |         |
| Sitzplätze               | 2                                                                                 | 2                                                                                 |         |         |
| Stückzahl gebaut         | 505.800                                                                           | 505.800                                                                           |         |         |
| Bauzeit                  | 1964–1968                                                                         | 1968–1975                                                                         |         |         |
| Sonstiges                | Motor M53 KF                                                                      | weiterentwickelter Motor M53/1 KF                                                 |         |         |